# Огроднік-Жилава Анастазія
Анастазія Огроднік-Жилава (1908 — 26 серпня 2009) — професор музики, громадський діяч.

## Життєпис
Народилася в селі Тухля (тепер Сколівський район Львівської області).
Закінчила Українську вчительську семінарію Сестер-василіянок у Дрогобичі.
Навчалася у Музичному інституті імені Миколи Лисенка, польській консерваторії у Львові. 1933 року одержала диплом Львівського університету на навчання музики і співу у середніх школах.
Викладала в Українській вчительській семінарії у Дрогобичі, Українській гімназії імені Івана Франка.
Стала керівником Українського музичного інституту імені Миколи Лисенка.
1945 року в гімназії табору переміщених осіб «Леопольд Касерне» (нім. Leopold Kaserne) в Байройті було засновано хор. Теорію музики викладав професор і композитор Недільський Іван, а керувала хором професор Огроднік-Жилава Анастазія.
1949 року емігрувала до США. Член Союзу Українок. Продовжувала працювати на ниві музики. Організувала скрипковий ансамбль, диригувала церковним хором, вчила грі на скрипці в Українському Музичному Інституті в Америці, очолювала цей інститут як директор.